# Hypothetischer Realismus
Der Hypothetische Realismus ist eine u. a. von Donald T. Campbell, Victor Kraft, Joseph Maria Bocheński und Gerhard Vollmer vertretene, abgeschwächte Variante der wissenschaftstheoretischen und erkenntnistheoretischen Position des Realismus, der davon ausgeht, dass mit theoretischen Begriffen, empirischen Aussagen und Wahrheitsansprüchen keine direkten ontologischen Verpflichtungen einhergehen, sondern es sich nur um Hypothesen handelt, die sich als falsch herausstellen können. Eine durch diese Theorie präzisierte Intuition lässt sich vielen empirisch arbeitenden Wissenschaftlern zuschreiben.
Zu unterscheiden ist der hypothetische Realismus insbesondere vom (klassischen) naiven Realismus („Es gibt eine reale Welt; sie ist so beschaffen, wie wir sie wahrnehmen.“), vom Kritischen Realismus („Es gibt eine reale Welt; sie ist aber nicht in allen Zügen so beschaffen, wie sie uns erscheint.“) und schließlich auch vom wissenschaftlichen Realismus („Die Begriffe einer Theorie beziehen sich auf reale, existierende Objekte. Der praktische Erfolg dieser Theorien begründet, dass es eine Realität gibt und dass die Theorien diese Realität zumindest teilweise richtig beschreiben.“)
Im Gegensatz zu einem sog. naiven Realismus, der annimmt, dass es genau eine hinsichtlich ihrer ontologischen Struktur vorpräparierte und zumindest prinzipiell adäquat und eindeutig erkennbare Realität gibt, schwächt der hypothetische Realismus diese Voraussetzung ab:
1. Es gibt mindestens eine vom Menschen unabhängige Realität.
2. Diese Realität hat eine Struktur, wonach kausale Relationen (Ursache-Wirkungs-Beziehungen) objektiv existieren.
3. Diese realen Strukturen sind zumindest teilweise erkennbar. (struktureller Realismus)

Vertreten wird ein hypothetischer Realismus v. a. im Rahmen einer evolutionären Erkenntnistheorie, wie sie von Konrad Lorenz, Rupert Riedl und Gerhard Vollmer verteidigt wurde und wird.